# Precious Moloi-Motsepe
Tiến sĩ Precious Moloi-Motsepe là một doanh nhân thời trang và là một nhà từ thiện người Nam Phi. Công ty của cô đã điều hành Tuần lễ thời trang Mercedes-Benz tại Johannesburg và Cape Town.

## Đời sống
Moloi-Motsepe lớn lên ở Soweto. Cha cô là một giáo viên và mẹ cô là một y tá. Cô theo học Đại học Wits và trở thành bác sĩ bệnh viện và bác sĩ đa khoa. Năm 1993, cô mở một phòng khám sức khỏe phụ nữ ở Johannesburg.
Năm 1989, cô đã kết hôn với Patrice Motsepe, một luật sư cũng lớn lên tại Soweto.
Tạp chí Forbes ước tính tài sản của gia đình cô ở mức 2,5 tỷ USD và lưu ý rằng họ là cặp vợ chồng da đen giàu có nhất Nam Phi. Hai người đã nói rằng họ có ý định quyên góp một nửa tài sản của mình cho công tác từ thiện.
Precious Moloi-Motsepe là người đứng đầu Quỹ Gia đình Motsepe năm 2017. Cô rất quan tâm đến thời trang và năm 2007, cô đã thành lập một tổ chức có tên là Thời trang quốc tế châu Phi nhằm khuyến khích các nhà thiết kế trẻ Nam Phi. Cô đã điều hành Tuần lễ thời trang Mercedes-Benz tại thành phố quê nhà và tại Cape Town. Năm 2017, sự kiện Cape Town đã bị Moloi-Motsepe ngừng lại sau những cơn gió mạnh vào tháng 3 và lên lịch lại cho tháng 4 sau đó.